# سفر قندهار
سفر قندهار فیلمی ایرانی به کارگردانی و نویسندگی محسن مخملباف محصول سال ۱۳۷۹ است. این فیلم بیشتر در ایران، از جمله در کمپ پناهندگان نیاتک، و همچنین مخفیانه در خود افغانستان، فیلمبرداری شده‌است.

## داستان
داستان فیلم دربارهٔ زنی است که پس از سال‌ها زندگی در کانادا به دنبال خواهر خود به افغانستان بازمی‌گردد تا او را از خودکشی، منصرف کند.

## بازیگران
- نیلوفر پذیرا
- داود صلاح‌الدین
- سرو تیموری
- حیات‌الله حکیمی
- صفدر شجاعی
- محمدحیدر بربری
- ملاظاهر تیموری
- مگدالنا اوزداوسکا
- مونیکا هانیکه ویچ
- محمدجواد عارفیان
- زهرا شفاهی
- نفس گل
- محبوب شجاعی